# Александрони (бригада)
Бригада «Александрони» (ивр. חטיבת אלכסנדרוני‎; в разные периоды истории также 3-я бригада (до 1968 и с 2006), 820-я бригада (1968—1974) и 609-я бригада (1974—2006)) — резервистская бригада пехотных войск Израиля. Создана в ходе Войны за независимость Израиля как полевая территориальная бригада, по окончании войны переформирована в резервистскую пехотную бригаду и принимала участие в ряде последующих войн и кампаний Израиля.

## История

### Война за независимость Израиля
«Александрони» была одной из 12 бригад, сформированных еврейской боевой организацией «Хагана» в ходе Войны за независимость Израиля и входила в число четырёх так называемых территориальных бригад (по числу территориальных командований «Хаганы»). Датой создания бригады «Александрони» считается 1 декабря 1947 года. В качестве первичной зоны её действий была определена так называемая «Средиземноморская Галилея» — район вдоль побережья Средиземного моря от Тантуры на севере до железнодорожной ветки Тель-Авив-Лидда на юге, включавший Самарию, долину Хефер, равнину Шарон и долину реки Яркон. Бригада получила имя «Александрони» в честь реки Александр, протекавшей в этом регионе. В составе бригады были сформированы три пехотных батальона.
В феврале 1948 года полевые силы «Хаганы» были переформированы, образовав шесть номерных бригад. Бригада «Александрони» получила номер 3. Три входящих в неё батальона стали соответственно 31-м, 32-м и 33-м. После вступления Войны за независимость Израиля в новую фазу в результате вторжения в Палестину войск соседних арабских стран были сформированы также два вспомогательных батальона — 34-й и 35-й — из курсантов учебных лагерей. После включения боевых частей организации «ЭЦЕЛ» в состав Армии обороны Израиля в июне 35-й батальон был заново укомплектован бойцами «ЭЦЕЛа» . На первом этапе войны подразделения «Александрони» участвовали в операции «Нахшон», в боях за Мишмар-ха-Эмек и в действиях по деблокаде дорог в Галилее. В мае 1948 года бригада предпринимала наступательные действия в Вади-Ара, отвлекая противника от направлений основных боевых действий, которые вели бригады «Голани» и «Кармели». Одновременно на «Александрони» была возложена задача обороны еврейских поселений Рамат-ха-Ковеш, Маанит и Геулим от наступавших арабских войск. В этот же период бойцы «Александрони» сумели захватить две арабских деревни, служившие базами для неприятельских войск — Тантуру и Какун. Один из батальонов «Александрони» был направлен под Латрун в помощь недавно сформированной 7-й бригаде и понёс тяжёлые потери в ходе операции «Бин Нун алеф».
По окончании первого перемирия части бригады участвовали в операции «Дани», в рамках которой был установлен израильский контроль над Лиддой и Рамлой. Непосредственно батальоны «Александрони» захватили в ходе операции такие населённые пункты как Вильхельма, Аль-Тира и Кула. Позже части бригады деблокировали главное шоссе, ведущее из центра страны в Хайфу, и захватили так называемый «Малый треугольник» — арабские деревни Айн-Газаль, Иджзим и Джаба.
В августе 1948 года, с очередным переформированием территориальных командований, «Александрони» получила статус обычной пехотной бригады. В ноябре она была переброшена на южный участок фронта, где продолжала участие в боевых действиях вплоть до окончания операции «Увда». Среди прочего, «Александрони» участвовала в блокаде котла в Фалудже, где понесла серьёзные потери (до роты), а также сыграла значительную роль в расширении израильских границ в районе Арада и Мёртвого моря, ставших затем частью юго-восточной границы страны.

### Дальнейшая история
По окончании операции «Увда» 3-я бригада была на короткое время переброшена на северный фронт, после чего расформирована и создана заново в январе 1950 года, став резервистской. Она продолжала дислоцироваться на границе с Сирией, к северу от озера Кинерет, где её подразделения участвовали в пограничных стычках с сирийскими войсками. В их число входил бой за Тель-Мутилу в 1951 году, в ходе которого силами «Александрони» и «Голани» было отбито проникновение сирийских частей на территорию Израиля.

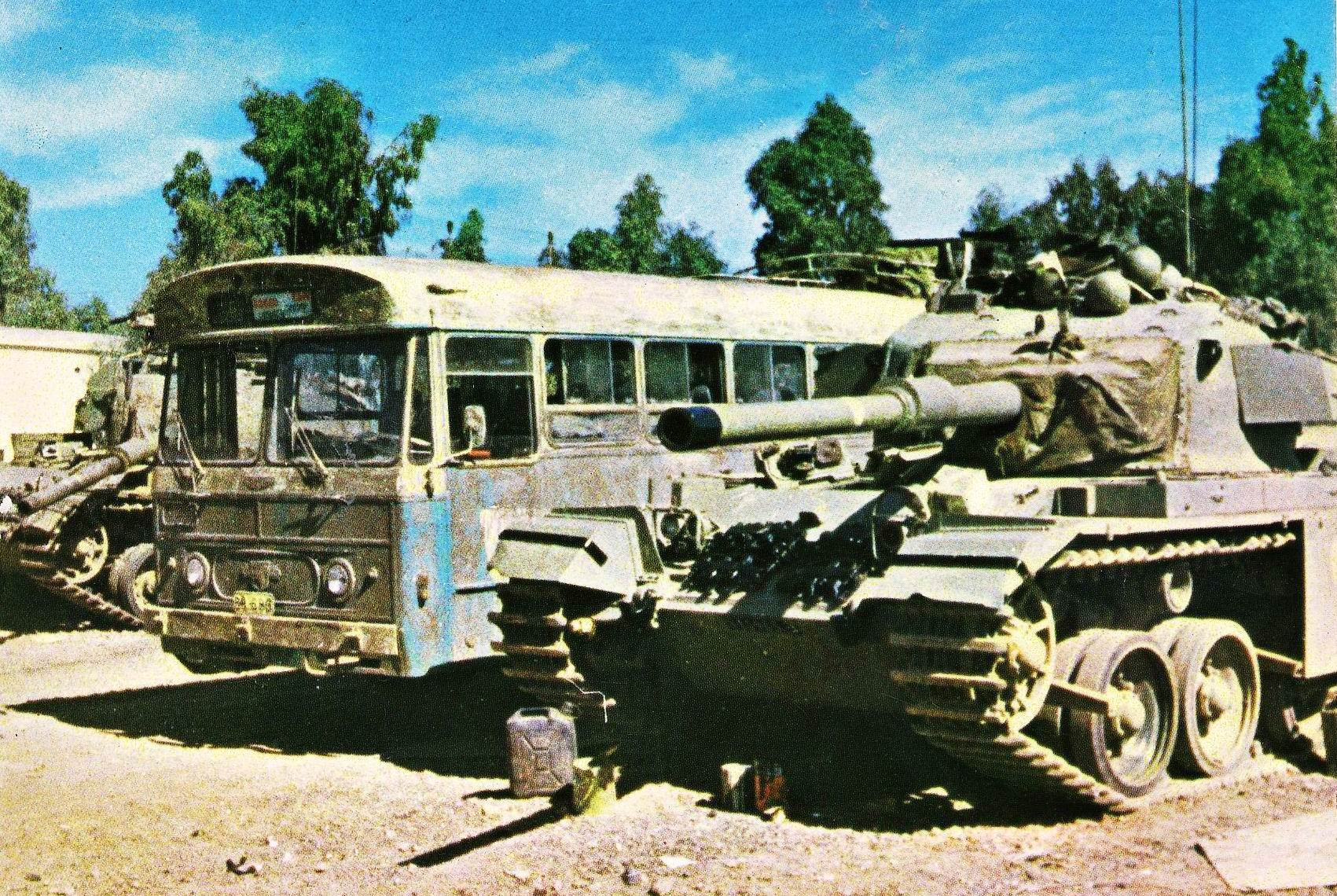
Война Судного дня. Автобус компании «Эгед» рядом с танками на базе «Ицхак» — основной базе 820-й бригады.

С 1965 года 3-я бригада получила статус территориальной, и теперь в её задачи, помимо несения пограничной службы, вошло планирование потенциальных наступательных действий на сирийской границе. В итоге в ходе Шестидневной войны её силы первыми прорвали оборонительные порядки сирийцев на Голанских высотах. В ходе продвижения были захвачены опорные пункты 8100, Дардара, Тель-Халаль, Урфия и другие вплоть до деревни Гаджар неподалёку от Метулы, и через полтора дня боёв дивизия закрепилась на всём протяжении восточном берегу Иордана.
После Шестидневной войны бригада под новым номером — 820 — была передислоцирована на Голанские высоты, которые полностью оказались под её контролем. В эти годы её силы продолжали участвовать в пограничных стычках с сирийскими частями — как оборонительных, так и инициированных израильской стороной. В ходе войны Судного дня бригада участвовала в захвате мостов через Иордан и отражении диверсионных групп на горе Дов. При формировании в 1974 году дивизии, ответственной за оборону Голанских высот, 820-я бригада стала 609-й, снова утратив статус территориальной и обновив комплектацию молодыми солдатами. Её штаб-квартира перебазировалась с Голанских высот в Эйн-Зейтим в Северной Галилее.
Бригада принимала участие в обеих Ливанских войнах — 1982 и 2006 годов. В первой, ещё будучи 609-й бригадой, она вела бои на участке Дамур]]-Сайда и дошла до шоссе Бейрут-Дамаск в районе Аль-Мансурии. Во второй, уже вновь получив историческое название «Александрони», бригада воевала в западной зоне боевых действий, заслужив высокие оценки; один из её батальонов был удостоен награды за боевой дух.

## Командующие бригадой
Имена командующих в периоды боевых действий приводятся по списку на сайте Общества увековечения памяти погибших бойцов бригады «Ха-Голан — Александрони»
- Война за независимость Израиля — Дан Эвен, Цви Герман, Бенцион Придан
- Шестидневная война — Ури Байдец
- Война Судного дня — Цви Бар
- Ливанская война — Хагай Голан
- Вторая ливанская война — Шломи Коэн

## Память

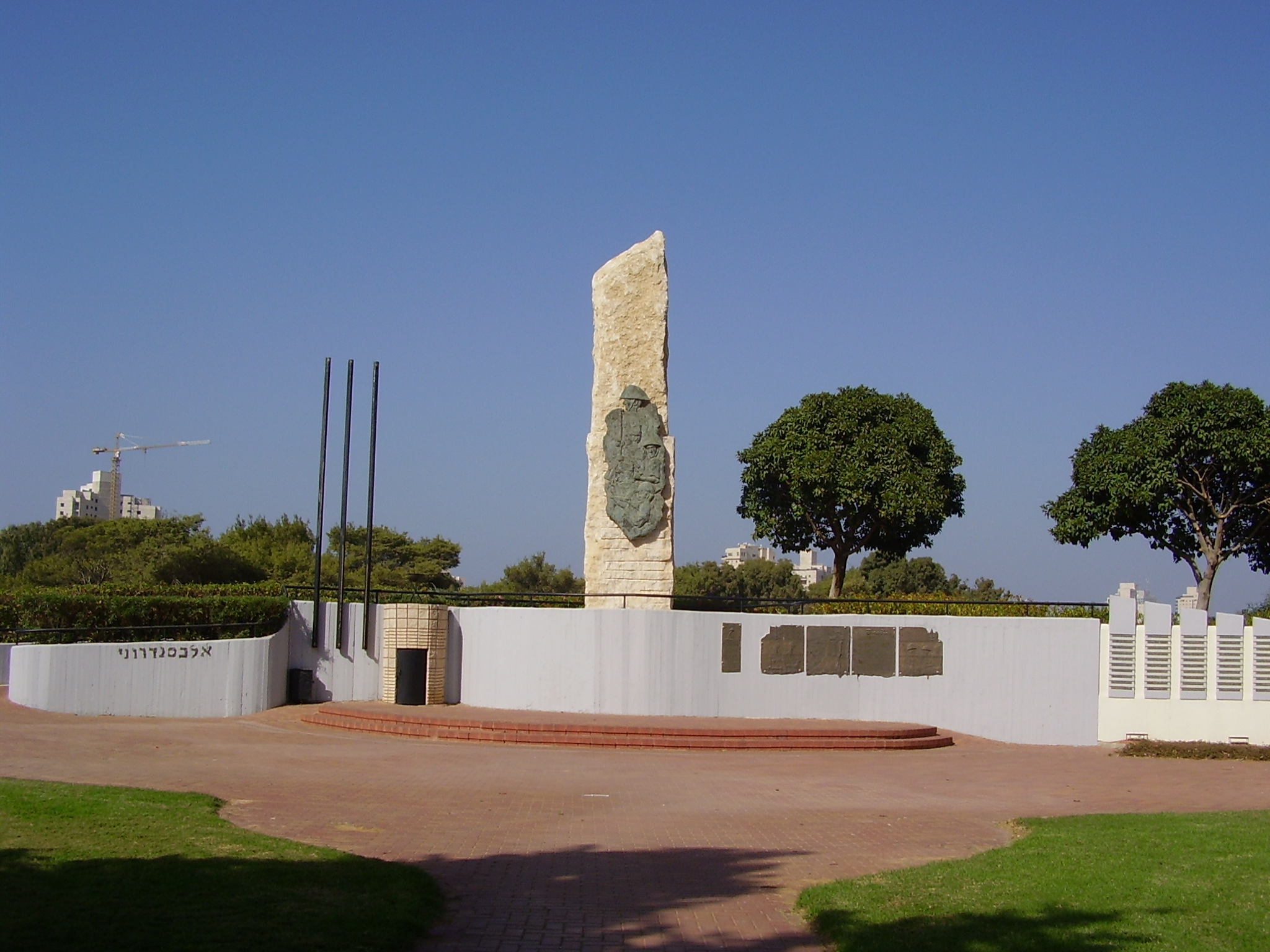
Мемориал бригады «Александрони» в Нетании

Памятники и мемориалы, посвящённые памяти бойцов бригады «Александрони», сооружены в ряде мест в Израиле. В их числе мемориал Мицпе-Гадот на Голанских высотах, памятники в Нетании, Кфар-Саве, Тель-ха-Шомере, Рош-ха-Аине, Латруне, на местах бывших деревень Тантура, Какун и Кула, кенотафы в Рош-Пине и кибуце Кфар-ха-Наси в Верхней Галилее.
В конце 1990-х годов боевая история бригады «Александрони» оказалась в центре скандала. Начало ему положила магистерская диссертация студента Хайфского университета Тедди Каца, чьим научным руководителем был профессор-друз Кейс Фиро. Кац, использовавший в своей работе аудиозаписи интервью с жителями соседних с деревней Тантура населённых пунктов, сделал в ней вывод об убийстве бойцами «Александрони» в Тантуре 200 или более мирных граждан. После того, как в начале 2000 года по следам этой диссертации появилась статья Амира Гилата в газете «Маарив», арабские депутаты кнессета потребовали расследования предполагаемого военного преступления, а ветераны бригады обратились в суд с иском о клевете. В 2000 году Кац отказался от своих утверждений о массовом убийстве и принёс письменные извинения ветеранам. После этого комиссия из четырёх профессоров Хайфского университета, изучив аудиозаписи и их интерпретацию в диссертации Каца, приняла решение об аннулировании её утверждения. Это решение отказался признать преподаватель Хайфского университета, «новый историк» Илан Паппе, призвавший западные вузы к бойкоту Хайфского университета (в 2005 году такой бойкот объявила Ассоциация университетских преподавателей Великобритании). Паппе в своих дальнейших работах развивает теорию о бойне, совершённой в Тантуре. Точку зрения о реальности военных преступлений в Тантуре разделяют «новые историки» Том Сегев и, в меньшей степени, Бенни Моррис. Сам Кац в дальнейшем заявлял, что по-прежнему убеждён в том, что массовые убийства в Тантуре действительно произошли.